# Mai 1962

## Événements
- 1er mai, Algérie : accident nucléaire de Béryl dans le Sahara algérien, à In Ecker, dans le Tan Afella.

- 2 mai, Algérie : une bombe posée par l'OAS explose en Algérie. Celle-ci et d'autres attaques feront 110 morts et 147 blessés.

- 3 mai, Japon : 160 morts sont constatés dans un triple accident de train près de Tokyo.

- 4 mai, États-Unis : doctrine McNamara de la riposte graduée, ce qui suppose un armement nucléaire tactique.

- 6 mai
  - OTAN : la conférence de l’OTAN à Athènes s’achève par la proposition du secrétaire d’État américain à la Défense, Robert McNamara, d’aboutir à une dissuasion par étapes.
  - Italie : Antonio Segni est élu président de la république italienne.
  - Laos : les forces du Pathet Lao s’emparent de Nam Tha dans le Nord du Laos et franchissent la ligne de cessez-le-feu fixée en mai 1961.

- 14 mai
  - Algérie : ouverture des frontières et libération des détenus algériens.
  - Espagne : mariage de Juan Carlos et de Sophie de Grèce.

- 15 mai, France: lors d'une conférence de presse, Charles de Gaulle rejette l'Europe intégrée.

- 17 mai, Laos : face à la progression des forces communistes au Laos, les États-Unis envoient des renforts dans le golfe de Siam.

- 18 mai, Chine : le panchen-lama rencontre le premier ministre chinois Zhou Enlai[1]. En juin, il adresse à Mao Zedong une pétition où il dénonce violemment la politique chinoise au Tibet.

- 19 mai, États-Unis : Marilyn Monroe chante pour le président Kennedy, lors de la soirée de gala organisée par le parti démocrate au Madison Square Garden.

- 20 mai (Formule 1) : Grand Prix automobile des Pays-Bas.

- 23 mai :
  - Canada : début des travaux du métro de Montréal.
  - France : le général Salan est condamné à la réclusion à perpétuité, ayant obtenu des circonstances atténuantes.

- 24 mai, États-Unis : 4e vol habité du Programme Mercury par l'astronaute Scott Carpenter.

- 27 mai, France : un crédit de 200 millions de francs est ouvert pour l’accueil des Français d’Algérie.

- 31 mai, Israël : exécution d'Adolf Eichmann par pendaison.

## Naissances
- 2 mai : 
  - Jean-François Bernard, cycliste français.
  - Mitzi Kapture, actrice américaine.
- 3 mai : Shakila une vocaliste et maître de la musique iranienne.
- 5 mai : Mohamed Abdullahi Mohamed, diplomate et homme politique somalien, Président de la République fédérale de Somalie depuis 2017.
- 8 mai : 
  - Danny Faure, personnalité politique des Seychelles.
  - Adalberto Costa Júnior, homme politique angolais.
- 9 mai : Dave Gahan, chanteur anglais, leader du groupe Depeche Mode.
- 10 mai : Sandra Cauffman, physicienne costaricienne à la NASA.
- 12 mai :
  - Emilio Estevez, acteur, réalisateur, scénariste, producteur américain
  - Gregory H. Johnson, astronaute.
- 17 mai : Ferenc Krausz, physicien austro-hongrois.
- 23 mai : Emilio Muñoz, matador espagnol.
- 24 mai : Gene Anthony Ray, comédien et danseur américain.
- 25 mai : Gilles Bouleau, journaliste français.
- 26 mai : Bob Goldthwait, acteur, humoriste, réalisateur, scénariste et producteur américain.
- 28 mai : Richard Polfliet, Super Directeur Régional
- 30 mai : Dina Boluarte, avocate et femme d'État péruvienne.
- 31 mai : Corey Hart, auteur-compositeur-interprète et producteur.

## Décès
- 6 mai : Marie Roserot de Melin, résistante et infirmière française (° 25 janvier 1891).
- 17 mai : Daniel Sorano, acteur français (° 14 décembre 1920).
- 31 mai : Adolf Eichmann.